# Romeo Buteseacă
Romeo Buteseaca (n. 26 iulie 1978, Galați, România) este un atacant român ce joacă în prezent la Luceafărul Petrolul Schela.
A jucat pentru echipele:
- Dunărea Galați (1997-1998)
- Dunărea Galați (1998-1999)
- Oțelul Galați (1998-1999)
- Cimentul Fieni (1999-2000)
- Cimentul Fieni (2000-2001)
- Jiul Petroșani (2001-2002)
- FC Vaslui (2002-2003)
- FC Vaslui (2003-2004)
- Dunărea Galați (2003-2004)
- Dacia Unirea Brăila (2004-2005)
- Gloria Buzău (2005-2006)
- FC Vaslui (2006-2007)
- CF Brăila (2006-2007)
- CF Brăila (2007-2008)
- Dunărea Galați (2008-2009)
- Luceafarul Petrolul Schela (2013-2014)
- ASC Oțelul Galați (2016-    )